# Pourboire
 (juillet 2017).
Si vous disposez d'ouvrages ou d'articles de référence ou si vous connaissez des sites web de qualité traitant du thème abordé ici, merci de compléter l'article en donnant les références utiles à sa vérifiabilité et en les liant à la section « Notes et références ».

Différentes pratiques concernant les pourboires, selon les pays.
pas de pourboire, laisser un pourboire est insultant
pas de pourboire, laisser un pourboire peut surprendre ou gêner
pas de pourboire, laisser un pourboire peut laisser indifférent ou être apprécié
arrondir l'addition par excès, pas attendu
arrondir l'addition par excès, attendu
5–10 %, pas attendu
5–10 %, attendu
~10 %, pas attendu
10–15 %, pas attendu
10–15 %, attendu
15–20 %, attendu

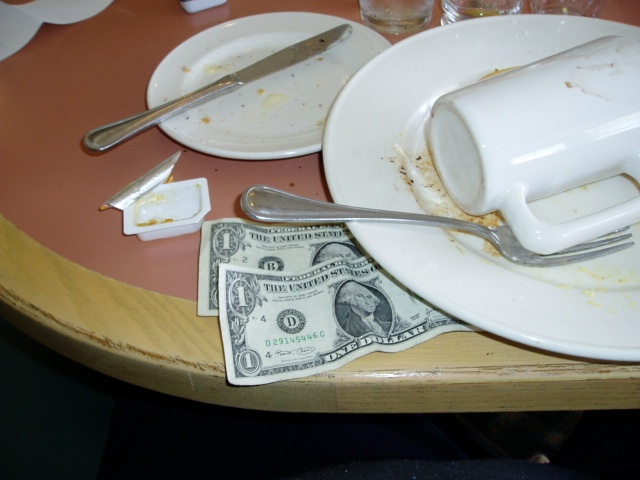
Laisser un peu d'argent sur la table est une façon commune de laisser un pourboire.

Un pourboire est une somme d'argent ou une libéralité versée à une personne en remerciement d'un service ou de la qualité de celui-ci. Les pourboires ne sont pas vus de la même manière selon les secteurs d'activité, les pays et les personnes.

## Afrique

### Afrique du Sud
En Afrique du Sud, il est précisé sur les menus et les notes des restaurants (tout particulièrement dans les endroits touristiques) que le service n'est pas inclus dans le prix et qu'il est d'usage de laisser un pourboire de 10 % à 15 % du montant de la note. Il y a d'ailleurs un endroit où indiquer le montant laissé comme pourboire, la somme note + pourboire étant alors calculée par le serveur et pouvant être payés en une transaction, éventuellement même par carte. Ces pourboires, généralement supérieurs à la moyenne, sont remboursables car figurant sur la note de frais.

### Algérie
En Algérie, le pourboire n'est ni généralisé ni obligatoire. Cependant, il est accepté de laisser une petite somme au serveur du restaurant ou d'arrondir le tarif avec le chauffeur de taxi.

### Égypte
Le pourboire est très important en Égypte dans le secteur du tourisme, pour les chauffeurs, les serveurs dans les restaurants, le personnel des hôtels et les guides (entre 20 et 40 euros par personne par semaine).

### Madagascar
Le pourboire à Madagascar n'est ni requis ni prévu.

### Maroc
Au Maroc, les pourboires sont courants, surtout dans les restaurants des grandes villes touristiques (Marrakech, Agadir...) , mais aussi pour les services de gardiennage de voiture (gardiens), parfois le pourboire représente 100 % de leurs salaires. Cependant, le pourboire n'est pas obligatoire.

### Nigéria
Au Nigéria, les pourboires sont courants dans les hôtels et restaurants haut de gamme, mais des frais de service sont généralement inclus dans la facture, bien que les employés l'obtiennent rarement dans le cadre de leur salaire.

### Tunisie
Il est de coutume de donner le pourboire aux serveurs des restaurants, des cafés, aux porteurs de bagages, aux gardiens de parkings. Toutefois, la valeur du pourboire a généralement dépendu en pratique de la qualité de service ainsi que du montant de la facture. Elle est généralement de l’ordre de 10 %.

## Amérique

### Argentine
En Argentine, laisser un pourboire n'est pas obligatoire mais il est d'usage de laisser près de 10 % du total de l'addition au restaurant. Généralement, on laisse un pourboire aux employés qui effectuent des livraisons. Actuellement[Quand ?], il est envisagé de rendre le pourboire obligatoire. Le pourboire se dit propina.

### Brésil
Au Brésil, il n’existe pas de loi qui oblige les citoyens à donner un pourboire. Cependant, il y a des lois qui régularisent cette pratique, ce qui peut léser certains travailleurs. En effet, il est possible qu'un employeur retienne jusqu’à 33% du montant reçu.
Dans ce pays, il est d'usage de laisser un pourboire correspondant à 10 % du montant de l'addition (il sera du reste partagé entre les serveurs et la cuisine). Or, les restaurants ont pris la mauvaise habitude d'ajouter automatiquement 10 % à l'addition. En ce cas, le client n'est nullement obligé de laisser « les 10 % », mais ne pas le faire est très mal vu (cela voudrait dire que le service était détestable).
Le client voulant signaler son contentement peut donner, en plus des 10 %, une somme supplémentaire, à sa discrétion.
Certains établissements affichent de manière explicite sur l'addition : « Nous ne faisons pas payer les 10 % ». En ce cas, il est d'usage de quand-même laisser 10 % environ.
Note : on dit de moins en moins « gorjeta » (du français « gorge »), mais de plus en plus « os 10 % » (les 10 %). Même si l’habitude est de donner 10% de pourboire, il existe une sorte d’inflation depuis quelques années. Par conséquent, il est de plus en plus habituel que les commerces suggèrent 13% ou 15% .

### Canada
Le pourcentage des pourboires au Canada est semblable à ceux des États-Unis sauf au Québec où cela avoisine entre 15 % et 20 % selon la qualité du service.
Le pourcentage se calcule sur la base du montant hors-taxe, même si les terminaux de paiement par carte proposent souvent un calcul non conforme à cette règle. Le pourboire n'est pas soumis aux taxes de ventes, à condition toutefois d'être donné entièrement librement.
Au Québec, il n’existe pas de loi qui oblige les citoyens à donner un pourboire. Cependant, si les travailleurs le reçoivent, l’employeur doit donner le montant au complet aux travailleurs qui ont offert le service .
Le Québec et l'Ontario permettent aux employeurs de payer le salaire minimum aux employés qui peuvent raisonnablement s'attendre à recevoir des pourboires. En Ontario, le salaire minimum est de 14,00 $ de l'heure depuis janvier 2018, avec des exceptions pour les étudiants de moins de 18 ans ne travaillant pas plus de 28 heures par semaine, ceux-ci étant payés 13,15 $ de l'heure. Les serveurs dans les bars et les restaurants sont payés 12,20 $ de l'heure. Le 13 avril 2010, le Toronto Star rapportait que depuis 2009, il est devenu fréquent que des serveurs donnent une partie de leurs pourboires à l'établissement qui les emploie.
Traditionnellement, les propriétaires d'établissements et les employés de buffets reçoivent aussi un pourboire équivalent aux restaurants traditionnels.
Au Québec, les serveurs employés affectés au service à table s’attendent à recevoir un pourboire car le salaire minimum est de 12,60 $, et non 15.75 $ comme les autres travailleurs. Selon l’Association des restaurateurs du Québec, le salaire moyen des serveurs au Québec se situe entre 25 et 29 $ si on additionne leur taux horaire et le pourboire qu'ils reçoivent.
Les employés qui reçoivent des pourboires ont l'obligation légale de déclarer ces revenus à l'Agence du revenu du Canada et de payer de l'impôt sur ceux-ci. Au Québec, le gouvernement provincial impose (et protège contre le chômage) sur la base du revenu réel des pourboires. Toutefois, si un serveur déclare un chiffre inférieur au taux d'attrition (le plus souvent 8 %), l'employeur a obligation de combler la différence, mais un chiffre anormalement bas risque de l'inciter à s'interroger sur la qualité du service fourni par l'employé. Dans d'autres provinces, cependant, beaucoup d'employés ne déclarent aucunement leurs pourboires, ou encore les déclarent partiellement. En réaction, l'Agence du revenu du Canada a affirmé qu'elle allait examiner soigneusement les déclarations de revenus des personnes raisonnablement censées recevoir des pourboires, afin d'assurer qu'ils soient déclarés de façon réaliste« Revenue Canada To Tax Wait Staff's Tips » (archivé sur Internet Archive).
Selon un sondage fait par la firme Angus Reid, la majorité des Canadiens se sentent de plus en plus mal à l’aise quand un pourboire leur est demandé étant donné que les montants sont plus élevés et que le pourboire est demandé de façon plus fréquente .

### Colombie
Il est très rare d'offrir un pourboire dans les restaurants. En général, la grande majorité est composée de fast-food et de cuisine de rue, et dans les restaurants, le service est intégré dans la note.

### Chili
Au Chili (propina) la coutume est de laisser 10 % de la note. Celui-ci n'est pas obligatoire. Il dépendra de la qualité du service, mais les salaires étant vraiment bas, les serveurs, livreurs, etc. dépendent souvent des pourboires.

### États-Unis
Aux États-Unis, la convention est de laisser un pourboire de 15 à 20 % de la facture totale. 15 % est le minimum, et plus de 20 %, correspond à un excellent service. Dans ce pays, on a créé le mot tipflation (tip pour pourboire et flation pour inflation). Le terme se réfère à l’augmentation du montant demandé par les entreprises. L’expression s'est popularisé en 2023 à cause de l’augmentation du coût de la vie .
On laisse aussi un pourboire de 10 à 15 % aux taxis, voituriers, coiffeurs, ou tout autre service rendu.

### Mexique
Au Mexique, les serveurs des petits restaurants économiques ne s'attendent généralement pas à un pourboire (propina) important. Cependant, les pourboires au Mexique sont courants dans les restaurants plus grands, moyens et haut de gamme. Il est de coutume dans ces établissements de verser un pourboire d'au moins 10 % mais pas plus de 15 % de la facture en tant qu'offre volontaire pour un bon service sur la base de la facture totale avant TVA. La taxe sur la valeur ajoutée est déjà incluse dans les prix des menus ou d'autres services, car la loi mexicaine sur la consommation exige que les coûts finaux soient exposés pour le client. Ainsi, le pourboire standard au Mexique est de 11,5 % de la facture avant impôt, ce qui équivaut à 10 % après impôt dans la plupart du territoire mexicain, sauf dans les zones économiques spéciales de relance fiscale,.
Les pourboires aux chauffeurs de taxi sont inhabituels au Mexique, mais les chauffeurs le demande parfois aux touristes, sachant que cela est courant dans d'autres pays.
Un pourboire est parfois ajouté à la facture sans le consentement du client, contrairement à la loi:
- soit explicitement imprimé sur la facture,
- soit par des moyens plus clandestins alléguant une coutume locale, dans certains restaurants, bars et boîtes de nuit.

Cependant, en 2012, les autorités ont lancé une campagne pour éradiquer cette pratique de plus en plus répandue et abusive non seulement parce qu'elle violait la loi mexicaine sur la consommation (article 10 de la loi fédérale mexicaine sur la consommation), mais aussi parce qu'elle était fréquemment conservée par les propriétaires ou la direction. Ainsi les victimes soumises à la pratique illicite peuvent signaler les établissements au PROFECO, le Bureau de la Procureur fédéral à la consommation, pour poursuite.

### Venezuela
Selon la loi de protection du consommateur, les restaurants (pas les chaînes de restauration rapide) facturent un pourcentage pour payer le serveur et tout conseil en plus. Ce pourcentage est considéré comme un salaire pour le travailleur et affecte les avantages sociaux. Laisser un pourboire est alors généralement considéré comme une marque de supériorité sociale et économique du client sur le serveur, et est donc très mal vu,.

## Asie

### Chine
En Chine, traditionnellement, il n'y a pas de pourboire. On pourra vous courir après dans la rue si jamais vous laissiez de la monnaie. Cependant, les hôtels et restaurants qui desservent régulièrement les touristes étrangers, les établissements autorisent les pourboires. Un exemple serait les guides touristiques et les chauffeurs associés.
Dans les villes frontalières de Hong Kong comme Shenzhen, certains restaurants et hôtels ont également commencé à facturer des pourboires depuis les années 1980. À Hong Kong, les pourboires ne sont généralement pas attendus dans les hôtels ou les restaurants, où des "frais de service" de 10 % sont ajoutés à la facture au lieu d'attendre une gratification. Les chauffeurs de taxi à Hong Kong peuvent également facturer la différence entre un tarif et un montant rond à titre de "frais de courtoisie".

### Corée du Sud
La pratique du pourboire n'existe pas en Corée du Sud. Pour ce qui est du service, il est parfois indiqué dans des restaurants un peu plus chics au bas de la carte que les tarifs des menus incluent 10 % ou 15 % de service. Il n'est donc pas non plus de mise de laisser un pourboire.

### Inde
En Inde, les pourboires ne sont pas normaux dans les hôtels et restaurants. Mais s'il est donné, il est apprécié. Si vous mangez un repas décontracté - petit déjeuner ou collation - avec une facture totale inférieure à 300 roupies, un pourboire de 10 % est attendu et apprécié.

### Indonésie
En Indonésie, les pourboires sont courants dans les grandes zones touristiques, comme Bali et Lombok. Une gratification de 10 % est attendue dans les restaurants à service complet. Le pourboire est discrétionnaire et dépend du style du bar : à Bali, la plupart des bars appartiennent à des expatriés et le pays d'origine de l'expatrié se reflète souvent dans le style du bar. Les pubs n'attendent pas de pourboire. Restaurants - 10 % à 15 %. Les bars haut de gamme acceptent les pourboires en espèces de n'importe quel montant. Les salons de massage, qui sont situés à pratiquement tous les coins de Bali, attendent de 10 à 20 %. Les chauffeurs de taxi attendent 5 %. Les grooms des hôtels haut de gamme s'attendent à environ 1 $ par sac.

### Japon
La culture du pourboire n'est pas pratiquée au Japon et peut causer de la confusion ou une gêne si elle est tentée sans utiliser d'enveloppe. En effet, il est perçu comme un manque de respect envers les serveurs et les cuisiniers du restaurant en question.

### Malaisie
En Malaisie, le pourboire n'est pas la norme et n'est prévu pour aucun service. Au lieu de cela, les restaurants peuvent ajouter des frais de service de 10 % à la facture. En Malaisie, les gens sont familiers avec les pourboires, donc si une personne laisse un pourboire, cela est accepté et apprécié. Les pourboires, lorsqu'ils sont donnés, prennent généralement la forme d'un arrondi.

### Singapour
À Singapour, les bars et restaurants ajoutent généralement des frais de service de 10 %, qui sont soumis à la taxe sur les produits et services de 7 %. Les pourboires peuvent être considérés comme une insulte ou confondus avec une corruption illégale. Les chauffeurs de taxi auxquels on donne un pourboire le confondront avec le trop-payé et retourneront la modification exacte.

### Taïwan
À Taïwan, les pourboires ne sont pas habituels, mais tous les restaurants moyen et haut de gamme incluent des "frais de service de 10 %" obligatoires, qui ne sont pas accordés au personnel de service, mais plutôt considérés par la loi taïwanaise comme des revenus généraux, comme le rapporte le Taipei Times dans "False Gratuity" le 9 juillet 2013.

### Thaïlande
Le prix sur une addition comprend toujours le service. L'usage est de laisser dans un restaurant, un bar ou une discothèque la somme 20 bahts de pourboire.

### Turquie
Le pourboire n'est pas obligatoire en Turquie ; il représente vraiment l'appréciation d'un bon service au restaurant, mais il est d'usage de laisser près de 10 % du total de l'addition. Quelques restaurants incluent déjà « le frais de service - 10 % » dans l'addition, dans ce cas ce n'est pas impoli si vous ne laissez pas de pourboire.

### Vietnam
Le pourboire n'est pas usuel au Vietnam. Pendant la période de la guerre du Vietnam, le mot français pourboire, déformé en pu?c-boa, bu´ c-boa, puis boa, désignait la gratification d'une entraîneuse ou d'une prostituée.

## Europe

### Albanie
Le pourboire (bakshish) en Albanie est très attendu presque partout. Ces derniers temps, il est devenu plus courant, de nombreux étrangers et Albanais vivant à l'étranger visitant l'Albanie. Laisser un pourboire d'environ 10 % de la facture est habituel dans les restaurants ; même les porteurs, les guides et les chauffeurs attendent des pourboires.

### Allemagne
En Allemagne, on a l'habitude de donner un pourboire (allemand : Trinkgeld) entre 5 % et 10 % du montant payé. On fait ainsi dans les restaurants, les estaminets et parfois chez le coiffeur. On ne donne pas de pourboire dans des snack-bars ou quand on est servi par le patron lui-même. Des pourboires minimaux sont considérés comme injurieux ; il vaut même mieux de ne pas en donner du tout. Le pourboire n'est normalement pas laissé à la table, mais on le donne directement au serveur.
Pour éviter tout malentendu, on donne son prix au moment de donner l'argent : par exemple si on doit 8,5 € et qu'on tend un billet de 20 € on peut dire : zehn, et le serveur comprendra qu'il doit nous rendre 10 €. Dans le cas, où l'on ne dit rien le serveur est censé rendre l'argent, mais il peut arriver qu'il comprenne que tout est pour lui. Ainsi si l'on doit 9,5 € et qu'on tend un billet de 10€, une part importante des serveurs ne rendra pas la monnaie.

### Autriche
En Autriche, on a habitude de donner un pourboire (allemand : Trinkgeld) non obligatoire mais souvent attendu. Dans les restaurants il est d'environ 5 à 10 % du montant payé ou en arrondissant à l'euro supérieur, suivant le montant et le standing du restaurant.
Le pourboire n'est normalement pas laissé sur la table, mais on le donne directement au serveur :
- on indique au serveur combien d'argent il doit prendre (par exemple si l'on prend une consommation qui coûte 3 €, on peut tendre un billet de 10 € au serveur en lui précisant de prendre 4 € et il rendra alors 6 € de monnaie),
- ou on donne au serveur le montant de l'addition plus environ 10 % en lui indiquant de garder la monnaie (Paßt schon!).

Les factures de taxi sont généralement arrondies à l'euro supérieur.

### Croatie
Même si la plupart des gens du secteur des services reçoivent un salaire décent, les pourboires (napojnica ou manča en croate) sont assez courants. 10 % (ou plus, selon le service) est attendu dans les restaurants. L'absence de pourboire est généralement interprétée comme une insatisfaction à l'égard de la nourriture ou du service. Dans les clubs et les cafés, il est courant d'arrondir l'addition (par exemple, avant le passage à l'euro de la Croatie en 2023, à 10 kuna si l'addition était supérieure à 5 kuna, ou 100 kuna si l'addition était à 88 kuna). Les pourboires sont toujours attendus en espèces, même lorsque la facture est payée par carte de crédit. Si vous laissez un pourboire avec une carte de crédit, l'employé n'en reçoit aucun. Il n'est pas courant de donner un pourboire aux coiffeurs. La méthode de l'arrondissement est courante pour les chauffeurs de taxi[réf. souhaitée].

### Danemark
Les pourboires (drikkepenge, littéralement "boire de l'argent") ne sont pas requis au Danemark, car les frais de service doivent toujours être inclus dans la facture. Le pourboire pour un service exceptionnel est une question de choix, mais n'est pas prévu.

### Espagne
Le pourboire (propina) n'est généralement pas considéré comme obligatoire en Espagne et dépend de la qualité du service reçu. Dans les restaurants, le montant du pourboire, le cas échéant, dépend principalement du type de lieu : des pourcentages plus élevés sont attendus dans les restaurants haut de gamme. Dans les bars et les petits restaurants, les Espagnols laissent parfois comme pourboire la petite monnaie laissée dans leur assiette après avoir payé une facture,. En dehors de la restauration, certains prestataires de services, tels que les chauffeurs de taxi, les coiffeurs et le personnel de l'hôtel, peuvent s'attendre à un pourboire dans un cadre haut de gamme. En 2007, le ministre de l'Économie, Pedro Solbes, a blâmé les pourboires excessifs car contribuant à l'inflation.

### Finlande
En Finlande, le pourboire n'est pas habituel et n'est jamais prévu.

### France
Le pourboire en France n'est ni requis ni prévu, et ne doit être proposé[Quoi ?] qu'après que le client a reçu un service exceptionnel. Les serveurs reçoivent un salaire décent et ne dépendent pas des pourboires, et les cafés et restaurants sont tenus par la loi d'inclure des frais de service (personnel et les couverts pour un montant généralement 15 %) sur la facture depuis 1984. Toutefois en restauration, il est de coutume, sans y être obligé, de laisser aux serveurs qui effectue le service un pourboire pour le remercier de son ou ses actions à leur table, mais en aucun cas le pourboire ne peut être substitué en partie ou en totalité au salaire du serveur ; il s'agit d'un petit plus qui permet de faire savoir au serveur que son service a été apprécié. Dans ce cas, il n'y a pas de règles précise, il est de coutume d'arrondir au prochain euro pour les petites factures et jusqu'à 5 % pour les plus grosses. Tout ce qui dépasse 5 % est considéré comme très généreux. Pour un service supérieur dans les établissements de restauration haut de gamme, un pourboire plus généreux (10 % ou plus) ne serait pas à sa place. Le pourboire est généralement donné en espèces, car les terminaux de carte de crédit ne comprennent pas d'option de pourboire. Pour les taxis est de coutume d'arrondir à l'euro supérieur, voire plus pour de long trajets. La coiffure est un des autres métiers ou un pourboire est traditionnellement donné en fonction du service et du niveau de prestation, même si la pratique a tendance à tomber en désuétude pour cette profession. Assister à une représentation dans un théâtre privé est un des autres cas en France où un pourboire est attendu (généralement 1 €), même s'il est illégal.
Légalement, le pourboire appartient au serveur à qui il a été donné, et lui seul peut décider s'il le partage ou non avec le reste de son équipe de salle. En aucun cas la cuisine et tous ceux qui y travaillent n'y ont droit mais si le serveur décide de le partager avec tous les services du restaurant en faisant un pot commun, cela sera de son fait et non une obligation légale. Concernant la répartition des pourboires ou petit tronc en restauration, seul le personnel en contact direct avec la clientèle peut être rémunéré au titre du service (c'est-à-dire le pourboire). Les articles du code du travail, issus de la loi Godart de 1933 et auxquels la convention collective des CHR du 30 avril 1997 se réfère, sont très clairs sur ce point : « Dans les établissements où existe la pratique du pourboire, toutes les perceptions faites pour le service (…) doivent être intégralement reversées au personnel en contact direct avec la clientèle ».
Ci-dessous un extrait de l'arrêté du 27 mars 1987, toujours en vigueur le 22 juillet 2025 
(voir https://www.legifrance.gouv.fr/loda/id/LEGITEXT000006074983) :
"Dans les établissements où il est perçu un service, le prix affiché s'entend, au sens du présent arrêté, taxes et service compris. Les documents affichés ou mis à la disposition de la clientèle doivent comporter la mention : "Prix service compris", suivie de l'indication, entre parenthèses, du taux pratiqué pour la rémunération de ce service."

### Hongrie
Le mot hongrois pour conseil est borravaló (littéralement "argent pour le vin", un calque de l' allemand : Trinkgeld) ou familièrement baksis (du persan : بخشش bakhshesh), souvent écrit en anglais comme backsheesh. Le pourboire est répandu en Hongrie ; le degré d'attente et le montant attendu varient selon le prix, le type et la qualité du service, et sont également influencés par la satisfaction du client. Comme en Allemagne, arrondir le prix pour donner un pourboire est monnaie courante : on annonce au serveur la somme majorée que l'on souhaite payer avant qu'il ne rende la monnaie.
Selon la situation, les pourboires peuvent être inhabituels, facultatifs ou attendus. Presque toutes les factures incluent des frais de service ; de même, certains employeurs calculent les salaires en partant du principe que l'employé recevrait également des pourboires, tandis que d'autres interdisent de les accepter. Dans certains cas, un pourboire n'est donné que si le client est satisfait ; dans d'autres, il est d'usage de donner un certain pourcentage quelle que soit la qualité du service. Le pourboire généralisé basé sur des coutumes mal définies et une transition presque imperceptible vers la corruption est considéré comme un facteur principal contribuant à la corruption. Un exemple particulier de gratification est le hálapénz ("argent de gratitude") ou paraszolvencia, qui est le pourboire très attendu, presque obligatoire même s'il est illégal, des médecins employés par l'État (le système de santé hongrois est presque entièrement géré par l'État et il existe un système d'assurance sociale obligatoire).

### Islande
En Islande, le pourboire (þjórfé, littéralement "servir de l'argent") n'est pas habituel et n'est jamais attendu, même si les touristes étrangers font parfois toujours un pourboire sans réfléchir car c'est la coutume dans leur pays d'origine. Les guides touristiques en Islande encouragent parfois leurs invités à leur donner un pourboire, mais il n'y a aucune obligation de le faire.

### Irlande
Il est rare que les Irlandais donnent des pourboires aux chauffeurs de taxi ou au personnel de nettoyage de l'hôtel. Des conseils sont souvent donnés pour récompenser un service de haute qualité ou comme un geste aimable. Le pourboire se fait le plus souvent en laissant une petite monnaie (5 à 10 %) à la table ou en arrondissant la facture.

### Italie
Les pourboires (la mancia) ne sont pas habituels en Italie et ne sont donnés que pour un service spécial ou en remerciement pour un service de haute qualité, mais ils sont très rares. Ce geste est toutefois considéré comme un compliment.  Presque tous les restaurants (à l'exception notable de ceux de Rome) ont des frais de service (appelés coperto et / ou servizio). Comme les restaurants sont tenus de vous informer de tous les frais qu'ils facturent, ils inscrivent généralement le coperto / servizio sur le menu.

### Lituanie
En Lituanie, on a habitude de donner un pourboire dans les restaurants, clubs, pubs entre 5 % et 10 % du montant payé. Cela est également le cas pour les taxis.

### Luxembourg
Au Luxembourg, certains considèrent comme une habitude de donner un pourboire dans les restaurants et les estaminets entre 5 % et 10 % du montant payé, comme en Allemagne. Cela n'est néanmoins pas une règle. Plus souvent la note est arrondi ou rien n'est laissé.

### Norvège
Les frais de service sont inclus dans la facture. Il est rare que les Norvégiens donnent des pourboires aux chauffeurs de taxi ou au personnel de nettoyage dans les hôtels. Dans les restaurants et les bars, c'est plus courant, mais ce n'est pas prévu. Des conseils sont souvent donnés pour récompenser un service de haute qualité ou comme un geste aimable. Le pourboire se fait le plus souvent en laissant une petite monnaie (5–15 %) à la table ou en arrondissant la facture.
Oslo Servitørforbund et Hotell-og Restaurantarbeiderforbundet (Syndicat des employés de l'hôtellerie et de la restauration) ont déclaré à plusieurs reprises qu'ils décourageaient les pourboires, à l'exception des services extraordinaires, car cela fait baisser les salaires au fil du temps, rend la négociation des salaires plus difficile et ne compte pas pour pensions, assurance chômage, prêts et autres avantages,.

### Pays-Bas
Le pourboire (fooi) aux Pays-Bas n'est pas obligatoire ; il est illégal et rare de facturer des frais de service sans le consentement du client. Si le service était normal ou médiocre, il est normal de ne pas donner de pourboire, tandis que les clients qui reçoivent un service bon à excellent peuvent basculer dans une fourchette de 5 à 15 %, avec une moyenne de 10 % et 20 % si le service était exceptionnellement bon. Vers 1970, une réglementation a été adoptée selon laquelle tous les prix indiqués doivent inclure des frais de service. En conséquence, tous les prix ont augmenté d'environ 15 %. Cela s'appelait "service compris". Les salaires ont également été ajustés afin que les employés ne dépendent pas des pourboires.

### Tchéquie
En Tchéquie il est très mal vu de ne pas laisser de pourboire, la manière de le laisser y est différente: en payant on dit la somme que l'on souhaite payer. Il est d'usage que les barmans ne rendent pas les pièces de 1 et 2 couronnes.

### Roumanie
Le montant du pourboire (bacşiş) et la méthode de calcul varient en fonction du lieu et peuvent varier de 1 à 2 RON à 10 % de la facture. Les pourboires n'apparaissent pas sur les factures et ne sont pas taxés. Si vous payez par carte, le pourboire est laissé en espèces à côté de la facture. Bien que les pourboires ne soient pas la norme, les serveurs, les chauffeurs de taxi, les coiffeurs, les femmes de chambre d'hôtel, les voituriers de stationnement, les guides touristiques, les thérapeutes du spa et al. sont habitués à recevoir régulièrement des pourboires et sont susceptibles de le considérer comme une expression d'appréciation de la qualité du service (ou de son absence). Si vous offrez un pourboire, 5 à 10 % de la facture est habituelle, ou de petits montants de 5, 10 ou 20 RON pour les services qui ne sont pas directement facturés. Pour les autres types de services, cela dépend des circonstances; il ne sera généralement pas refusé, mais sera considéré comme un signe d'appréciation.
Les pourboires peuvent être utilisés de manière proactive pour obtenir des faveurs, telles que des réservations ou de meilleurs sièges. Cependant, il convient de veiller à ce qu'il ne soit pas considéré comme un pot-de-vin, selon les circonstances. Bien que le pourboire soit négligé en Roumanie, la corruption est un problème plus vaste qui peut avoir des conséquences juridiques. Il existe une aversion constante pour donner et recevoir des pourboires en pièces, en raison de la faible valeur des coupures. Il est préférable de s'en tenir au papier-monnaie. Offrir des pièces peut être considéré comme un geste grossier et peut provoquer une réaction. D'un autre côté, l'aversion à la manipulation des pièces a entraîné la pratique répandue d'arrondir les paiements. Il ne s'agit pas techniquement d'un pourboire et, en tant que tel, de même en absence de monnaie il est possible que l'arrondi soit favorable au client.

### Royaume-Uni
Le pourboire n'est pas prévu au Royaume-Uni comme il l'est dans certains autres pays, le service étant compris, mais pour la majorité des gens, le pourboire est habituel en signe d'appréciation.
La rémunération au pourboire est interdite et les salaires doivent être au moins au salaire minimum national, qui varie selon l'âge, et est de 7,38 £ pour les personnes âgées de 21 ans et plus. Il est également interdit aux employeurs de majorer les salaires avec les pourboires des clients. Cependant arrondir une facture est acceptable (mais pas obligatoire) dans les restaurants où l'on vous sert à table, ainsi que pour les barbiers, les coiffeurs et les chauffeurs de taxi.
Bien qu'il soit obligatoire d'inclure toutes les taxes et autres frais obligatoires dans les prix affichés, Toutefois, plus souvent à Londres que dans d'autres régions, ou dans des restaurants chers, des frais de service peuvent être ajoutés séparément (et préciser à l'affichage ou préciser verbalement avant le repas) ; 12,5 % est déclaré comme un montant commun,.
La plupart des factures d’hôtels incluent le service (entre 10 et 12 % de la note). Lorsque le service n’est pas inclus dans l’addition d’un restaurant d’hôtel, on laisse habituellement un pourboire de 10 à 15 % de la note. En ce qui concerne les chambres, vous pouvez laisser un pourboire optionnel au personnel d’étage.

### Russie
En langue russe, une gratification est appelée chayeviye, qui signifie littéralement "pour le thé". Avant la révolution de 1917, il était assez courant de verser de petites sommes d'argent en Russie à des personnes telles que des serveurs, des chauffeurs de taxi et des grooms d'hôtel. Pendant l'ère soviétique, et en particulier avec les réformes staliniennes des années 1930, le pourboire était découragé et était considéré comme une tradition capitaliste offensive visant à rabaisser et à abaisser le statut de la classe ouvrière. Donc, depuis lors jusqu'au début des années 1990, les pourboires ont été considérés comme impolis et offensants. Avec la chute de l'Union soviétique et le démantèlement du rideau de fer en 1991, et l'afflux subséquent de touristes et d'hommes d'affaires étrangers dans le pays, les pourboires ont commencé un retour lent mais régulier. Depuis le début des années 2000, le pourboire est redevenu une norme. Cependant, une grande confusion règne toujours autour du pourboire: les Russes n'ont pas un large consensus sur le montant du pourboire, pour quels services, où et comment. Dans les grandes zones urbaines, comme Moscou et Saint-Pétersbourg, des pourboires de 10 % sont attendus dans les restaurants haut de gamme, les cafés, les bars et les hôtels, et sont normalement laissés en espèces sur la table, après le paiement de la facture par carte de crédit. Un pourboire dans un restaurant économique, où il n'y a pas de serveurs pour prendre votre commande à la table (appelé stolovaya) n'est pas prévu et n'est pas approprié. Les chaînes de restauration rapide, telles que McDonald's, Chaynaya Lozhka, Teremok et ainsi de suite, ne permettent pas non plus le pourboire. Pourboire des barmans dans un pub n'est pas courant, mais il est prévu dans un bar haut de gamme. Les chauffeurs de taxi avec compteur comptent également sur un pourboire de 5 à 10 %, mais les chauffeurs sans compteur qui ont négocié le tarif à l'avance n'en attendent pas un. Il convient également de noter que les Russes plus âgés, qui ont grandi et vécu la majeure partie de leur vie à l'époque soviétique, peuvent toujours considéré cette pratique comme offensante. De même, dans les petites villes rurales, le pourboire est rarement prévu et peut même être source de confusion.

### Slovénie
Les pourboires ne sont pas courants en Slovénie, et la plupart des habitants ne font pas de pourboire que pour arrondir à l'euro le plus proche. Depuis environ 2007, les zones visitées par de nombreux touristes ont commencé à accepter des pourboires d'environ 10 à 20 %,.

### Suède
Tout le service est compris dans la note, le pourboire (dricks) n'est généralement pas prévu, mais est pratiqué pour récompenser un service de haute qualité ou comme un geste aimable. Le pourboire se fait le plus souvent en laissant une petite monnaie sur la table ou en arrondissant la facture. Cela se fait principalement dans les restaurants (moins souvent si le paiement est effectué à la réception) et dans les taxis (certains taxis sont très chers car il n'y a pas de tarif fixe, donc ils peuvent ne pas être pourboires). Les coiffeurs sont moins souvent inclinés. Les pourboires sont taxés en Suède, mais les pourboires en espèces ne sont pas souvent déclarés à l'administration fiscale. Les cartes sont largement utilisées en Suède depuis les années 2010, et les pourboires payés par cartes dans les restaurants sont régulièrement vérifiés par l'administration fiscale.

### Suisse
En Romandie, le pourboire se dit également bonne-main. Depuis 1985, le service est compris dans le prix de la consommation au restaurant ou au café. Il est toutefois fréquent que les clients arrondissent le montant afin de laisser la bonne-main au serveur, particulièrement après un repas.

## Océanie

### Nouvelle-Zélande
Le pourboire n'est pas obligatoire en Nouvelle-Zélande ; il représente vraiment l'appréciation d'un bon service. Au restaurant, le pourboire représente en général 5 à 10 % de l'addition (pas dans un café) si vous pensez avoir eu un service de qualité exceptionnelle.

### Traductions
- (en) Cet article est partiellement ou en totalité issu de l’article de Wikipédia en anglais intitulé « Gratuity » (voir la liste des auteurs).